# Folland Aircraft
Folland Aircraft – brytyjski producent samolotów i części lotniczych, założony 12 grudnia 1937 roku; jego najbardziej znanym samolotem był Folland Gnat.
Przedsiębiorstwo założył Henry Folland, główny konstruktor w Gloster Aircraft Company. Gdy Glostera przejęło przedsiębiorstwo Hawker Aircraft, Folland obawiając się, że Hawker będzie preferował konstrukcje Sydneya Camma, kupił British Marine Aircraft Limited i przemianował na Folland Aircraft. Razem z Follandem do nowego przedsiębiorstwa przeszła część zespołu konstrukcyjnego Gloster.
Przedsiębiorstwo produkowało części dziobowe samolotów Bristol Blenheim i Bristol Beaufort i ogonowe myśliwców Supermarine Spitfire. Zajęło się też obsługą techniczną łodzi latających linii Imperial Airways, które stacjonowały niedaleko siedziby Folland Aircraft w Hamble-le-Rice.
Pierwszą własną konstrukcją Folland Aircraft był Fo-108, samolot do testowania silników lotniczych (o dość fatalnych właściwościach lotnych, przez pilotów zwany „Folland Frightful”, czyli „przerażający”). Maszyny te były budowane przede wszystkim w Staverton, gdzie część zakładów przeniosła się wobec zagrożenia południowego wybrzeża przez naloty niemieckie. Folland umieścił też część produkcji w Southampton i Cheltenham (łącznie zbudowano 12 sztuk).
W 1939 w Hamble produkowano elementy Wellingtonów i Spitfire’ów, a także rozpoczęto montowanie pływaków do Spitfire’ów, na zlecenie Ministerstwa Obrony. W 1941 Folland otrzymał kontrakt na samolot torpedowy napędzany silnikiem Bristol Centaurus, ale mimo interesującego projektu, został on skasowany przez ministerstwo w 1943. Przedsiębiorstwo kontynuowało dostawę elementów do różnych typów samolotów: De Havilland Mosquito, Bristol Brigand i Buckingham, Warwick i Wellington oraz skrzydeł do myśliwców Supermarine Seafire.
Po wojnie, wobec zmniejszenia produkcji lotniczej, część zakładów została przeznaczona na produkcję cywilną, lodówek i samochodów elektrycznych. Follandowi udało się jednak pozyskać zamówienia od de Havillanda na budowę skrzydeł do samolotów Dove, Venom, Vampire i Chipmunk. Własne projekty przedsiębiorstwa, jak trójsilnikowy samolot pasażerski Fiona, nie były realizowane.
W 1951 ze względu na pogarszający się stan zdrowia Henry Folland zrezygnował z kierowania przedsiębiorstwem, zachował jednak miejsce w radzie nadzorczej. Przedsiębiorstwo kontynuowało dostawy dla de Havillanda i rozpoczęło budowę części ogonowych myśliwca Hawker Hunter. Następcą Follanda został William „Teddy” Petter, konstruktor bombowca English Electric Canberra (a wcześniej Westland Lysander). Pod jego kierunkiem Folland Aircraft zaczęła rozwijać projekt lekkiego myśliwca odrzutowego według specyfikacji ministerstwa lotnictwa (które jednak nie było zainteresowane projektami przedsiębiorstwa). Mimo to prototyp odrzutowego Folland Midge został oblatany tuż przed śmiercią założyciela przedsiębiorstwa. Po zmianie silników na mocniejsze, samolot ten stał się prekursorem udanego lekkiego myśliwca i samolotu treningowego Folland Gnat, eksportowanego do Indii i Finlandii i wykorzystywanego przez RAF jako samolot szkolenia zaawansowanego (latał też na nim akrobacyjny zespół Red Arrows).
W 1959 przedsiębiorstwo zostało przejęte przez Hawker Siddeley i w następnych latach marka Folland została zlikwidowana, aczkolwiek same zakłady kontynuowały pracę jako część Hawkera, a potem British Aerospace.